# Цыпино (Кирилловский район, Вологодской области)
Цыпино — деревня в Кирилловском районе Вологодской области.
Входит в состав Ферапонтовского сельского поселения, с точки зрения административно-территориального деления — в Ферапонтовский сельсовет.
Расстояние по автодороге до районного центра Кириллова — 24,5 км, до центра муниципального образования Ферапонтово — 1,5 км. Ближайшие населённые пункты — Леушкино, Загорье, Лещево, Ферапонтово.
По переписи 2002 года население — 1 человек.
Рядом с деревней расположена Церковь Ильи Пророка — памятник архитектуры федерального значения.